# 社会的割引率
社会的割引率 （しゃかいてきわりびきりつ、Social discount rate）とは時間軸上の価値を補正するもので、同じ財の現在と将来の交換比率である。
日本では2004年の『公共事業評価の費用便益分析に関する技術指針』で、当面4%を適用するとされて以来、変動はない。設定当時に比べて金利が低水準となっていることから、下げるべきであるとする意見があり議論された。

## 参考資料
- “【採択時評価】社会的割引率4%は妥当か／貨幣換算が困難な効果は”.   日刊工業経済新聞社 (2023年5月20日). 2024年9月22日閲覧。
- 公共事業評価の費用便益分析に関する技術指針（共通編） - 国土交通省